# Al centro de la Tierra
Al centro de la Tierra es el décimo álbum de la historieta Superlópez. Fue el primero que fue publicado por Ediciones B en donde se produce una mejora en el dibujo con respecto a las de la Editorial Bruguera y no se divide en capítulos. Esta mejora en el dibujo propició que algunos fanes la calificaran como la mejor de la historieta.
Algunos críticos valoran este álbum como una "genial adaptación" de la novela Viaje al centro de la Tierra de Julio Verne.
En el álbum puede observarse una caricatura del autor y detrás ella la letra b simbolizando a la nueva editorial propietaria de la historieta.